# Wapiła
Wapiła lub Vapila (maced. Вапила) – wieś w południowo-zachodniej Macedonii Północnej, w gminie Ochryda.
Osada liczy 135 mieszkańców.